# Tara Duncan (série télévisée d'animation, 2010)
Pour les articles homonymes, voir Tara Duncan.
Pour la série de 2021, voir Tara Duncan (série télévisée d'animation, 2021).
Production
Diffusion
Tara Duncan est une série télévisée d'animation française adaptée de la saga littéraire éponyme par le studio de production Moonscoop, et diffusée entre le 26 septembre 2010 et le 19 juin 2011 sur M6 et Disney Channel.

## Contexte
La série était diffusée en France les dimanches matins dans l'émission M6 Kid, et sur Disney Channel. Elle est réalisée par Éric Bastier, sous la direction artistique d'Olivier Jankovic. Plusieurs scénaristes ont travaillé sur les différents épisodes et Thomas Mariani, auteur des AutresMondes de Tara Duncan, La danse de la licorne, a écrit le dernier épisode.
La série est librement inspirée des aventures de la saga littéraire et constitue l'une des portes d'entrée à l'univers transmédiatique de l'univers de Tara Duncan.
La série a été diffusée dans de nombreux pays tels que l'Espagne, l'Allemagne, l'Italie, le Portugal, la Belgique, la Norvège, en Pologne, la République Tchèque, la Hongrie, en Israël, en Lituanie, en Slovénie, en Turquie, en Ukraine, en Roumanie, en Chine ou encore aux Etats-Unis.

## Synopsis
La série s'insère entre les tomes 7 et 8 de la saga, quand Tara Duncan est de retour sur Terre, exilée pour avoir failli provoquer la destruction d'AutreMonde. Elle met en scène les aventures de l’équipe Alpha, parfois accompagnée de membres de l'équipe Beta. On y retrouve Tara, Moineau, la Bête du Lancovit, et Cal, le talentueux Voleur Patenté pour l’équipe Alpha ainsi que Robin, le demi-elfe, Fabrice, le loup-garou, et Fafnir, la naine guerrière dans l’équipe Beta. Les héros affrontent différentes créatures venues d’AutreMonde, notamment des semchanachs, tout en essayant de mener leur vie d’adolescent : pendant que Tara est étudiante en faculté, Moineau tient une animalerie et Cal un vidéoclub. Les événements de la série se déroulent dans la ville de Rosemond. Les caractères des protagonistes de l'animé diffèrent parfois sensiblement de ceux de leurs homologues littéraires.

## Personnages

### Principaux
- Tara Duncan est l'héroïne de la série. Elle a 17 ans et est une puissante sortcelière qui peine à maîtriser ses pouvoirs. Elle est à la tête de la Team Alpha. Son familier est un pégase ailé nommé Galant.
- Gloria Daavil, dite Moineau est la meilleure amie de Tara et membre de la Team Alpha. Elle adore les animaux et sort avec un nonsos appelé Edouard. Son familier est une panthère blanche nommée Sheeba. Elle cache sa véritable identité de princesse et la malédiction dont elle est victime (elle est une descendante de la Belle et la Bête) qui lui permet de se transformer en bête quand elle est victime d'une émotion forte.
- Caliban "Cal" Dal Salan est le dernier membre de la Team Alpha. Il est issu d'une famille de célèbres Voleurs Patentés. Il gère un vidéoclub et adore flirter. Son familier, Blondin, est un renard roux.
- Isabella Duncan est la grand-mère maternelle de Tara. C'est elle qui a élevée sa petite fille d'une main de fer après la disparition des parents de cette dernière. Elle désire voir sa petite fille se concentrer sur ses cours et la maîtrise de sa magie.
- Maître Chem est le superviseur des Teams Alpha et Beta. Son nom complet est Chemnashaovirodaintrachivu, il est le gardien de la porte de transfert entre la Terre et AutreMonde.
- Manitou Duncan est l'arrière-grand-père de Tara, qui s'est malencontreusement transformé en chien en trouvant une solution pour devenir immortel.
- Robin M'angil est à la tête de la Team Beta. C'est un demi-elfe qui utilise un arc enchanté.
- Fabrice de Besois-Giron est un loup-garou de la Team Beta, il est un très proche ami de Tara.
- Fafnir Forgeafeux est une naine guerrière, membre de la Team Beta. Elle déteste la magie et se dispute souvent avec les autres membres de son équipe.

### Secondaires
- Sandra Leloc est une étudiante de la classe de Tara Duncan. Elle est très populaire et jalouse de Tara
- Henri De LaChasse est un chasseur et cryptozoologue persuadé que l'équipe Alpha n'est pas normale, cherchant à prouvant que les humains sont entourés de créatures surnaturelles.
- Jordan et Jérémy Tristoffe sont des frères jumeaux et amis de Tara, ils sont plusieurs fois confrontés aux semchanachs traqués par l'équipe Alpha.
- Madney Spears  est la chanteuse dont Tara, Sandra et Moineau sont fans. Elle se retrouve plusieurs fois mêlée aux missions de l'équipe Alpha.
- Clarence Spade est le professeur de littérature de Tara. Il entretient une relation amoureuse avec Isabella Duncan.
- Séréna est une semchanach récurrente de la série. C'est une vampyr cherchant à se venger de la mère de Tara en s'en prenant à cette dernière. Elle désire aussi faire de Rosemond un centre d'approvisionnement en sang pour son armée de vampyr.
- Selenba apparaît dans le dernier épisode de la série. Il s'agit du Chasseur vampyr de Magister, directement tiré de la saga littéraire.

Certains des personnages de la série ont fait une apparition dans Tara Duncan Le Jeu, jeu-vidéo en ligne, en tant que PNJs.

## Épisodes
| No | Titre                      | 1re diffusion     | Scénaristes                          |
| --- | -------------------------- | ----------------- | ------------------------------------ |
| 1 | La sirène muette           | 26 septembre 2010 | Christel Gonnard                     |
| À la télé, Tara et Cal voient un jet de magie frapper Madney, l'idole de Tara. Elle perd immédiatement sa voix, ce qui annule le concert prévu à Rosemond. Maître Chem les avertit alors qu'il s'agit d'une sirène muette qui a besoin de voix pour elle et sa fille. |                            |                   |                                      |
| 2 | Mes meilleurs amis         | 3 octobre 2010    | Héloïse Capoccia                     |
| Une vampyr nommée Séréna arrive à Rosemond dans l'objectif de s'en prendre à Tara pour se venger de la mère de celle-ci. Elle ensorcelle Tara ce qui la rend désagréable envers ses proches. Sandra qui organise une fête où Tara n'est pas invitée, s'aperçoit qu'il y a un garçon en trop parmi ses invités. Elle décide donc, à contrecœur, d'inviter Tara, Cal et Moineau. |                            |                   |                                      |
| 3 | Le sceptre caché           | 10 octobre 2010   | Christel Gonnard                     |
| Moineau a un rendez-vous amoureux et Tara l'accompagne faire du shopping pour se trouver une nouvelle robe. Pendant leurs essayages, une harpie apparaît et leur échappe. Tara découvre que Moineau s'est transformée en Bête sous le coup de l'émotion et qu'elle n'arrive pas à se retransformer. La harpie a en fait jeté un sort à Moineau pour la coincer sous cette forme. |                            |                   |                                      |
| 4 | La soif de l'or            | 17 octobre 2010   | Maud Loisillier, Diane Morel         |
| Tara maîtrise de moins en moins sa magie. Elle s'en aperçoit en incantant un Transformus au lieu d'un Transmitus. Isabella demande à Maître Chem de lui donne des cours particuliers. Chem devient fou, s'en prend à Tara et quitte le Manoir. L'équipe Alpha découvre qu'une bande de harpies a cambriolé des banques pour que Chem ait la soif de l'or. |                            |                   |                                      |
| 5 | La licorne décornée        | 24 octobre 2010   | Agnès Bidaud                         |
| Une licorne arrive sur Terre poursuivie par Séréna, qui finit par arracher la corne de la licorne qui a le pouvoir d'absorber les pouvoirs des sortceliers. Tara se retrouve sans pouvoir et seule car Moineau et Cal jouent à un jeu vidéo offert par Séréna. |                            |                   |                                      |
| 6 | Frères de crocs            | 31 octobre 2010   | Christel Gonnard                     |
| Fabrice, le meilleur ami de Tara est de retour sur Terre. Il a rendez-vous avec un nonso censé lui remettre un filtre d'appareil photo. Il s'agit en réalité d'un piège d'Henri de la Chasse qui a découvert le secret de Fabrice : c'est un loup-garou. Alors que Tara s'inquiète pour son « frère de cœur », un loup-garou inconnu arrive sur Terre. Il s'agit de Lycaos, le frère de crocs de Fabrice, chargé de l'emmener au Canada pour le grand rassemblement de la Lune rousse. L'équipe Alpha n'a pas d'autre choix que de s'allier avec lui pour sauver Fabrice. |                            |                   |                                      |
| 7 | Haute Couture              | 7 novembre 2010   | Agnès Bidaud                         |
| Séréna la vampyr s'est échappée et s'est rendu sur Terre avec une aragne, dont elle tire un fil super résistant, capable de renvoyer les attaques magiques. Sous la couverture d'un célèbre couturier très en vogue chez les jeunes, elle tente d'attirer Isabella et l'équipe Alpha à un prétendu défilé de mode. Ces derniers sont toutefois très occupés avec un problème grave : Sandra a volé le journal de Moineau, dans lequel elle a consigné toutes les informations sur Autremonde et leurs missions en tant qu'équipe Alpha. |                            |                   |                                      |
| 8 | L'honneur de Maître Chem   | 14 novembre 2010  | Francis Launey, François Turquety    |
| L'heure est grave : lors d'un combat contre un dragon noir, Bouzou, Maître Chem s'est enfui. Et cette scène a été diffusée sur toutes les chaînes d'Autremonde. Le conseil des Hauts Mages a donc décidé de suspendre Chem de ses fonctions durant 48 heures jusqu'à ce qu'il fournisse des explications. Problème : le dragon ne se souvient de rien, et il a été remplacé auprès de l'équipe Alpha par Lord Mynster, un vieux sortcelier qui entend changer les règles du jeu. Forcés d'enquêter sur une prétendue attaque de Harpies sur un cinéma de Rosemond, les trois héros vont tenter de percer le mystère de l'amnésie de Chem, tout en échappant à la surveillance de Lord Mynster, et en surveillant Edouard, qui craque pour Moineau, cette dernière étant persuadée qu'il a découvert son secret de Bête. |                            |                   |                                      |
| 9 | Le miroir de jouvence      | 21 novembre 2010  | Nicolas Chrétien, Sylvie Rivière     |
| Qui n'a jamais rêvé de retrouver sa jeunesse d'antan ? Pas Isabella en tout cas. Et c'est pourtant ce qui lui arrive lorsqu'un semchanach elfe, Cryslak, s'introduit dans le manoir pour dérober le Miroir de Jouvence, qu'elle gardait caché dans sa chambre. Voilà l'équipe Alpha avec une Isabella 60 ans plus jeune sur les bras, en pleine adolescence, et qui ne pense qu'à faire les boutiques et à aller au concert des stars. Malheureusement pour elle, nos jeunes sortceliers ont d'autres projets pour elle, et Cryslak aussi. Tout cela en consolant Cal qui craint de voir son charme inefficace sur les filles. |                            |                   |                                      |
| 10 | Ma sortcelière mal aimée   | 28 novembre 2010  | Sydelia Guirao, Sylvain Viaud        |
| Tara et Sandra participent à un concours de danse pour apparaître dans le prochain clip de leur idole, mais un OVNI s'écrase et disparaît. Chem les prévient alors que quelque chose arrive d’AutreMonde. Ils découvrent que c’est un dragon, Maître Chou, et qui va « posséder » Sandra. Le corps de Maître Chou est retrouvé près des rails et ils réussissent à lui faire réintégrer son corps originel. |                            |                   |                                      |
| 11 | Sirène malgré elle         | 5 décembre 2010   | Sydelia Guirao, Sylvain Viaud        |
| Sur le marché, une sirène injecte un poison de métamorphose à Tara afin qu'elle se transforme en sirène. Elle exige que sa sœur soit libérée de prison en échange de l'antidote. Il s'agit d'une fervente protectrice du monde aquatique et veut punir les humains pour leur exploitation du monde marin. Elle est également une amie d'enfance de Cal, ce qui va le pousser à la protéger. |                            |                   |                                      |
| 12 | Robin des elfes            | 12 décembre 2010  | Maud Loisillier, Diane Morel         |
| Un elfe sème la terreur sur Terre, et Robin arrive sur Terre pour les aider. Il a une autre mission en parallèle : son père, T’andilus M’angil, chef des services secrets d’AutreMonde, arrive sur Terre pour rencontrer un informateur. Cette rencontre se révèle être un piège tendu par Evendor, un ancien membre des services secrets, renvoyé. Pour se venger il conçoit une potion qui rend tout elfe invulnérable. |                            |                   |                                      |
| 13 | Le collier de rubis        | 19 décembre 2010  | Nicolas Chrétien, Sylvie Rivière     |
| C'est la Saint-valentin à Rosemond, et Cal a décidé de faire une surprise à Tara. Malheureusement pour lui, ses projets sont gâchés par un loup-garou semchanach, Hypnose, qui ensorcelle Manitou, afin de récupérer plusieurs rubis disséminés dans la ville. En faisant quelque recherche, Moineau découvre que les rubis volés par le chien immortel composaient autrefois un collier appelé le Cœur de Volcan, un bijou capable de faire tomber amoureux n'importe qui. Manitou est arrêté par la police et les soupçons se portent sur Tara. |                            |                   |                                      |
| 14 | Cyrano d'AutreMonde        | 26 décembre 2010  | Maud Loisillier, Diane Morel         |
| Tara est en période d'examen, et elle craint de rater celui de littérature. Elle demande donc à son professeur, M. Spade, de lui donner un cours de rattrapage. Celui-ci accepte, mais a la mauvaise surprise de se faire enlever. Au même moment, un vampire semchanach, le Baron Boris Burogoff arrive sur Terre. Il retient le professeur dans son dirigeable, et l'oblige à écrire pour lui une lettre d'amour destinée à Isabella. Celle-ci tombe droit dans le piège que lui tend son vieil ennemi. |                            |                   |                                      |
| 15 | Le regard de Claire        | 2 janvier 2011    | Francis Launey, François Turquety    |
| Fabrice sauve une jeune fille, Claire, des vampyrs, mais lorsqu’il lance un Mintus (sort d’oubli) elle se rappelle malgré tout l’évènement. Fabrice la ramène au Manoir, et Isabella découvre que c’est une sortcelière sans le savoir. Cal a le mal du pays et envisage un retour sur AutreMonde, Maître Chem et Isabella pense que Claire devrait aller sur AutreMonde pour devenir sortcelière et c’est Cal qui superviserais sa formation, mais Tara n’est pas de cet avis et elle se dispute avec Cal. Tara décide de poursuivre les vampyrs et de découvrir pourquoi ils sont sur Terre. Cal mène une enquête sur Claire et découvre qu’elle n'est pas réellement ce qu'elle prétend être. |                            |                   |                                      |
| 16 | Stage d'été                | 9 janvier 2011    | Christel Gonnard                     |
| C'est les vacances, et Tara qui avait prévu de partir avec ses amis sur la plage, apprend que sa grand-mère l'a inscrite à un stage de perfectionnement de magie, sur AutreMonde. Furieuse, elle s'en plaint à Maître Chem, qui demande à une connaissance, une harpie végétarienne nommée Antheos, de l'aider à vaincre Isabella lors d'un combat singulier, où l'enjeu se trouve être la destination de vacances de la jeune sortcelière. Malheureusement pour le dragon, son alliée n'est pas des plus normales, et elle provoque diverses distractions, qui apparaissent à l'équipe Alpha comme des actes semchanachs. |                            |                   |                                      |
| 17 | Les quatre parchemins      | 16 janvier 2011   | Nicolas Chrétien, Sylvie Rivière     |
| Séréna cherche à amener ses vampyrs sur Terre. Pour cela, elle doit trouver 4 morceaux de parchemin permettant l'introduction de son armée sur la planète. S'ensuit une course contre la montre entre la terrible vampyr et l'équipe Alpha accompagnée de Fafnir, furieuse contre Robin et Fabrice à cause de leurs moqueries à propos de ses méthodes de combat préhistoriques et ayant la ferme intention de rentrer définitivement sur AutreMonde. |                            |                   |                                      |
| 18 | Coeur de Pierre            | 23 février 2011   | Agnès Bidaud                         |
| Un elfe arrive sur Terre et lance un sort au Manoir pour qu'il échappe au contrôle d'Isabella et Tara et réveillant par la même occasion ses cousins momifiés. Tara, qui faisait à ce moment un exposé avec Sandra, se retrouve au cœur de la « folie » du Manoir. |                            |                   |                                      |
| 19 | Assaut sur le manoir       | 13 mars 2011      | Francis Launey, François Turquety    |
| Le Manoir est pris d'assaut par un groupe de loup-garous au moment même où Tara et Moineau reçoivent leurs amis nonsos pour une soirée jeux de société pendant que Cal accompagne Isabella et Maître Chem à leur séminaire. |                            |                   |                                      |
| 20 | La coupe d'invulnérabilité | 27 mars 2011      | Sandrine Laprevotte, Justine Cheynet |
| Henri DelaChasse organise un concours canin à Rosemond. Il s'agit en fait d'un piège à loup-garous tendu par le chasseur afin de les attirer vers lui pour les capturer, car le premier prix est en réalité la coupe d'invulnérabilité, qui rend les loup-garous insensible à l'argent. La rumeur concernant la coupe arrive aux oreilles de deux semchanachs loup-garous qui décident de participer au concours pour s'emparer de la coupe afin de devenir maîtres des loup-garous. L'équipe Alpha s'inscrit alors avec Manitou. |                            |                   |                                      |
| 21 | Comme par magie            | 10 avril 2011     | Sandrine Laprevotte, Justine Cheynet |
| Tara organise un spectacle avec le plus grand magicien terrien, David Merlin. Celui-ci refuse malheureusement de se présenter sur scène lorsque sa fiancée et assistante Claudia disparaît mystérieusement. La jeune fille s'est faite en réalité enlevée par deux harpies participant au concours de la harpie la plus teigneuse. Tara se voit alors obligée de prendre sa place pendant que Cal et Moineau enquête sur la disparition de Claudia. |                            |                   |                                      |
| 22 | Guetteuse de mon coeur     | 24 avril 2011     | Sydelia Guiro, Sébastien Viaud       |
| Un elfe arrive sur Terre sans être détecté grâce à ses cristaux magiques. Il s'agit d'Amhro'd, un grand collectionneur de cristaux magiques. Il propose donc à Henri de l'aider à capturer Moineau sous sa forme de Bête pour dérober en même temps les cristaux de l'équipe Alpha. Lorsque Tara se retrouve face à lui, il tombe irrémédiablement amoureux d'elle et lui propose de libérer Moineau en échange de quoi elle devra partir avec lui sur AutreMonde. |                            |                   |                                      |
| 23 | L'or et la dragonne        | 8 mai 2011        | Christel Gonnard, Agnès Bidaud       |
| Maître Chem invite une dragonne, dont il est amoureux, à passer le week-end sur Terre. Pendant la nuit, l’or de la banque de Rosemond disparaît en laissant pour seul indice une écaille de dragon pourpre. Moineau l’analyse et découvre qu’elle correspond aux écailles de la dragonne que Chem a invité. Pour la protéger, l’équipe Alpha l’accueille au Manoir, et Maître Chem doit aussi expliquer ce vol aux Hauts-Mages d’AutreMonde. Le soir même, un autre vol a lieu, dans le musée cette fois. Tara découvre alors que la dragonne a une jumelle et que c’est elle qui commet les vols pendant que sa sœur détourne l’attention des guetteurs. |                            |                   |                                      |
| 24 | Pustules et boutons        | 22 mai 2011       | Francis Launey, François Turquety    |
| Tara et Moineau sont « contaminées » par une sirène, leurs visages sont couverts de boutons verts, comme la sirène, et l’équipe Beta doit donc intervenir avec Cal. Ils doivent retrouver la sirène et découvrir ses intentions. La sirène capture un scientifique spécialisé dans les boutons. Elle veut se venger du fait qu’on l’ait toujours traitée comme un monstre. |                            |                   |                                      |
| 25 | Un air familier            | 5 juin 2011       | Sydelia Guiro, Sébastien Viaud       |
| Une harpie dérobe à Maître Chem la flûte en bois sacré du Mentalir, qui permet de contrôler n'importe quel familier. Elle commence par attirer celui de Robin, qu'elle torture par l'intermédiaire de son familier pour qu'il lui obéisse au doigt et à l’œil pendant qu'elle prépare l'arrivée de ses sœurs sur Terre pour fêter le Millénaire Harpien (anniversaire de l'arrivée des harpies sur AutreMonde). Alors que l'équipe Alpha la recherche, elle capture Galant, Sheeba et Blondin et ouvre la Porte de Transfert par laquelle passent des dizaines de harpies que Cal réussit habilement à ramener vers la Porte en compagnie de Scarella après avoir récupéré les familiers. |                            |                   |                                      |
| 26 | Le vilain petit vampire    | 19 juin 2011      | Thomas Mariani                       |
| Maître Chem confie à l'équipe Alpha le fils du président de la Krasalvie pour le protéger de Selenba qui désire prendre le commandement des armées vampyrs d'AutreMonde en capturant le colérique et capricieux petit vampyr. Enfermé dans la bibliothèque par Tara, il découvre une formule qui permettrait de faire de lui un puissant semchanach. Il finit par échapper à la vigilance de Cal et s'enfuit du Manoir pour trouver une hauteur et manger le crin de Galant afin de devenir tout-puissant et se transforme... en dindon. L'équipe Alpha et Selenba se battent alors pour l'attraper et le président vampyr arrive juste à temps pour sauver son fils. |                            |                   |                                      |

## Distribution vocale
La direction artistique a été assurée par Bernard Jung au studio Audi'Art.
| Personnage         | Voix française     |
| ------------------ | ------------------ |
| Tara Duncan        | Céline Melloul     |
| Caliban Dal Salan  | Tony Marot         |
| Moineau            | Isabelle Volpé     |
| Maître Chem        | Benoît Allemane    |
| Fafnir Vlad        | Marie Nonnenmacher |
| Sandra Isabella    | Nathalie Bienaimé  |
| Édouard            | Yann Pichon        |
| Livia              | Nayéli Forest      |
| Manitou            | Bernard Jung       |
| Fabrice            | Cyril Aubin        |
| Henri de la Chasse | Gilbert Lévy       |